# كارمين غلوريا كينتانا
كارمين غلوريا كينتانا (بالإسبانية: Carmen Gloria Quintana)‏ هي عالمة نفس تشيلية، ولدت في 3 أكتوبر 1968 في سانتياغو في تشيلي.